# NGT São Paulo
NGT São Paulo é uma emissora de televisão brasileira sediada na cidade de São Paulo, capital do estado homônimo. Opera no canal 48 (16 UHF digital) concessionado na cidade vizinha Osasco, e é uma emissora própria e matriz da NGT. Foi fundada em 8 de outubro de 2003 pelo empresário Manoel Antônio Bernardes Costa, que adquiriu a concessão do canal em nome da Fundação de Fátima, antes pertencente à emissora educativa UniTV. Seus estúdios estão localizados no Espaço 48, no bairro Butantã, na capital paulista, e seus transmissores estão no alto do Edifício Gazeta, na Torre Cásper Líbero, no bairro Bela Vista.

## História
No início da década de 2000, o empresário Manoel Antônio Bernardes Costa adquire a concessão do canal 48 UHF de Osasco em nome da Fundação de Fátima, de caráter educativo, pertencente até então à UniTV e que se tornaria matriz da Nova Geração de Televisão junto à outra outorga no Rio de Janeiro. Em 24 de abril de 2003, a sede da emissora, localizada no bairro Butantã, na capital paulista, que recebeu o nome Espaço 48, foi aberta para visitação do público. Sua estrutura foi montada por cerca de cem designers e decoradores coordenados por Regina Fronterotta e Ricardo Rangel, sendo este último, também, diretor geral da NGT. Com transmissão a partir de São Paulo pela Torre Cásper Líbero, localizada no Edifício Gazeta, na Avenida Paulista, que também retransmitia o sinal da TV Gazeta, o canal entrou no ar em 8 de outubro de 2003, exibindo oito horas de programação terceirizada em caráter experimental.